# جوزيف داف
جوزيف داف (بالإنجليزية: Joseph Duff)‏ هو عسكري أمريكي، ولد في 28 يناير 1889 في كارنغي في الولايات المتحدة، وتوفي في 10 أكتوبر 1918.